# 1693 en philosophie
Chronologie de la philosophie
- 1689
- 1690
- 1691
- 1692
- 1693
- 1694
- 1695
- 1696
- 1697

L’année 1693 a été marquée, en philosophie, par les événements suivants :

## Publications
- Charles Blount : les Oracles de la raison.

- Fénelon :  Lettre à Louis XIV (1693) (sur le site recherche-fenelon.com).

- John Locke : Pensées sur l’éducation.

- Christian Thomasius : Historie der Weisheit und Torheit (3 vols., 1693)

## Décès
- Août : Charles Blount (né le 27 avril 1654) est un déiste anglais.